# Enzo Amore e Big Cass
Enzo Amore e Colin Cassady/Big Cass foi uma tag team de luta profissional que atuou na WWE no programa Raw. A dupla era anteriormente acompanhada pela namorada de Cass na vida real, Carmella. Na vida real, Amore e Cassady se conheceram na adolescência, durante um pick-up game de basquetebol no The Cage em Manhattan, quase dez anos antes de se reunirem no NXT, em julho de 2013. A dupla atuou até 19 de junho de 2017.

## História

### NXT (2013–2016)

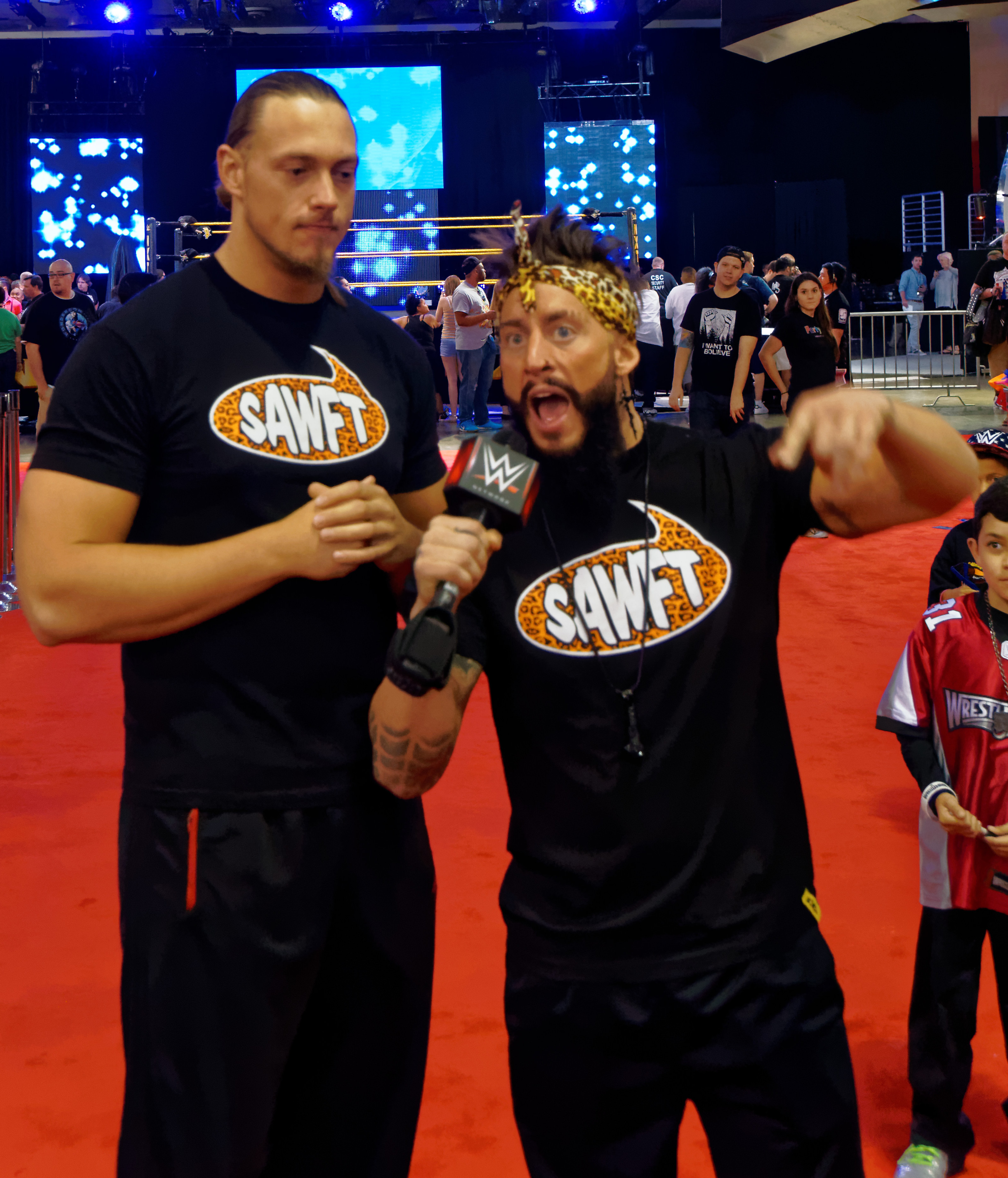
Cassady (esquerda) e Amore (direita) em março de 2015.

Enzo Amore fez sua estréia em 22 de maio de 2013, onde ele foi derrotado rapidamente por Mason Ryan. Amore passou a formar uma aliança com Colin Cassidy, que também já havia perdido em sua estréia para Mason Ryan, e eles se autodenominaram "the realest guys in the room". Apesar da aliança de Amore e Cassady, Ryan derrotou os dois facilmente em lutas individuais consecutivas em julho, mas foi derrotado por eles em uma luta handicap. Ryan acabou se saindo por cima e causou um ataque dos Tons of Funk em Amore e Cassady. Depois da rivalidade com Ryan, Amore e Cassady entraram em uma rivalidade com Alexander Rusev, Sylvester Lefort e Scott Dawson. Em 25 de setembro no episódio do NXT, Amore e Cassady participaram de uma luta gauntlet por uma chance pelo NXT Tag Team Championship; eles começaram a luta, primeiramente derrotando C.J. Parker e Tyler Breeze, e em seguida derrotando Rusev e Dawson, mas foram derrotados pelo seus adversários finais, The Ascension.
Em novembro de 2013, Amore quebrou uma perna enquanto treinava. Amore retornou em 26 de junho de 2014 no episódio do NXT, salvando Cassady de um ataque de Sylvester Lefort e Marcus Louis. No começo de agosto, Amore e Cassady participaram de um torneio pelo NXT Tag Team Championship. Eles derrotaram Jason Jordan e Tye Dillinger na primeira rodada, mas foram eliminados pelos The Vaudevillains (Aiden English e Simon Gotch) na segunda rodada. Lefort e Louis em seguida, voltaram sua rivalidade com Amore e Cassady após atacá-los e cortar a barba de Amore. Como resultado, Amore desafiou Lefort para uma luta em que o perdedor deveria cortar o cabelo como castigo no NXT TakeOver: Fatal 4-Way. Amore acabou ganhando a luta mas Lefort fugiu, deixando seu parceiro, Louis, a perder seu cabelo e suas sobrancelhas nas mãos de Amore e Cassady.
Amore e Cassady formaram uma aliança com a estreante Carmella. A dupla tinha acidentalmente custado o emprego de cabeleireira de Carmella como parte da história, fazendo ela exigir um emprego como lutadora prossional. Carmella fez sua estréia televisionada no ringue em 16 de outubro de 2014 no episódio do NXT. Entre os treinadores do NXT, Amore apontou Bill DeMott e Dusty Rhodes como sendo fundamental para sua formação e suas promos.
Em março de 2015, Amore e Cassady começaram uma rivalidade com os Campeões de Duplas do NXT Blake e Murphy, com os campeões insultando Amore e Cassady enquanto tentavam cortejar Carmella. Em 11 de março no episódio do NXT, Amore e Cassady derrotaram The Lucha Dragons em uma luta que determinaria os desafiantes número um aos títulos de Blake e Murphy. Amore e Cassady receberam sua oportunidade pelo título no NXT TakeOver: Unstoppable, onde eles perderam após Alexa Bliss interferir. No NXT TakeOver: London, Enzo e Cass desafiaram o The Revival (Dash Wilder e Scott Dawson) pelo NXT Tag Team Championship sem sucesso. Eles ganharam uma nova oportunidade pelo título contra o The Revival no WWE Roadblock, mas foram novamente derrotados. Em 20 de abril no episódio do NXT, os dois lutaram em uma luta sem o titulo em jogo contra os novos Campeões de Duplas do NXT American Alpha, mas falharam em derrotá-los, possivelmente sinalizando uma última aparição da dupla no NXT.

### Plantel principal (2016–2017)
Em 4 de abril no episódio do Raw, Amore e Cassady estrearam e confrontaram os The Dudley Boyz. Uma semana depois no SmackDown, Amore e Cassady derrotaram o The Ascension em sua estréia no plantel principal como parte do torneio para determinar os desafiantes número um ao WWE Tag Team Championship. A dupla derrotou os Dudley Boyz na semana seguinte no Raw na semifinal do torneio, avançando para a final. Na final, eles enfrentaram os The Vaudevillains no Payback, com a luta terminando sem vencedor depois de Amore sofrer uma concussão legítima durante a luta. Amore fez o seu retorno no Raw de 23 de maio, acompanhando Big Cass ao ringue para sua luta contra Bubba Ray Dudley. Eles competiram em uma luta de quatro duplas pelo WWE Tag Team Championship no Money in the Bank, mas não conseguiram derrotar os campeões The New Day.
No Raw de 4 de julho, após John Cena ser atacado pela The Club, Amore e Cass o salvaram. Posteriormente, foi marcado um combate de trios entre as duas equipes no Battleground, onde a equipe de Cena, Amore e Cass saiu vencedora.
No Raw de 22 de maio de 2017, quando Enzo Amore foi atacado, Cass se dirigiu ao gerente geral Kurt Angle para encontrar o agressor. No Raw após o Extreme Rules, Cass foi misteriosamente atacado da mesma maneira que Enzo e culpou Big Show, que negou. No Raw de 19 de junho, Corey Graves revelou que Big Cass estava atrás dos ataques a Enzo e que ele fingiu seu próprio ataque. Cass afirmou sua frustração durante uma luta da equipe naquela noite, quando atacou Amore e o chamou de "peso morto". Big Cass então aplicou um Big Boot em Amore, tornando-se em um vilão e dissolvendo a equipe.

## No wrestling
- Movimentos de finalização de dupla
  - Air Enzo (Rocket Launcher)[29][30]
- Alcunhas
  - "The Realest Guys in the Room"[31]

- Managers
  - Carmella[32]
- Temas de entrada
  - "SAWFT is a Sin" por CFO$ ft. Enzo Amore[33] (30 de maio de 2014–19 de junho de 2017)

## Títulos e prêmios
- Pro Wrestling Illustrated
  - PWI colocou Amore na posição #268 dos 500 melhores lutadores individuais no PWI 500 em 2014[34]
  - PWI colocou Cassady na posição #281 dos 500 melhores lutadores individuais no PWI 500 em 2014[34]
- WWE NXT
  - NXT Year-End Award (1 vez)
  - Dupla do Ano (2015)[35]